# Мадренас-и-Мир, Марта
Марта Мадренас-и-Мир (кат. Marta Madrenas i Mir, исп. Marta Madrenas i Mir) —  каталонский политик из Жирона. Мэр Жироны с 18 марта 2016. Депутат парламента Каталонии с 17 января 2018 года. Представляет коалицию «Вместе за Каталонию».
По профессии адвокат. Получила юридическое образование в Барселонском автономном университете. С 2003 по 2010 год занимала должности прежидента Жиронской ассоциации агентов по недвижимости и Каталонского совета ассоциаций агентов по недвижимости. Была доверенным лицом Карлеса Пучдемона во время нахождения его в должности мэра Жирона.
В 2011 году на муниципальных выборах шла третьей в списке альянса «Конвергенция и Союз». После победы на выборах получила место  второго заместителя мэра по вопросам экономического развития и занятости.
В 2016 году после назначения Пучдемона президентом Женералитета Каталонии его место на посту мэра Жирона занял Альберт Баллеста, который три месяца спустя уступил его Марте Мадренас-и-Мир. В 2019 году Мадренас-и-Мир выиграла муниципальные выборы и сохранила пост мэра Жироны за собой.